# Polioptila dumicola
Lo zanzariere mascherato (Polioptila dumicola (Vieillot, 1817)) è un piccolo uccello canoro della famiglia Polioptilidae diffuso in Sud America.

## Descrizione
A colpo d'occhio è simile agli altri zanzarieri; un piccolo uccello con un becco relativamente lungo e sottile, una coda lunga e ordinata e il dorso grigio. Le penne rettrici centrali sono nere mentre quelle esterne sono bianche, con una macchia bianca anche nelle ali. I maschi delle sottospecie più meridionali e della sottospecie saturata hanno l'addome grigio e una larga maschera nera. Le femmine non hanno la maschera ma in compenso hanno delle chiazze nere dietro agli occhi.

## Distribuzione e habitat
È diffuso nel nord Argentina, Uruguay, Paraguay, Bolivia e Brasile centrale e del sud.
Lo si trova in una vasta gamma di habitat semi aperti, incluse foreste asciutte e nel cerrado.